# 芯片音乐

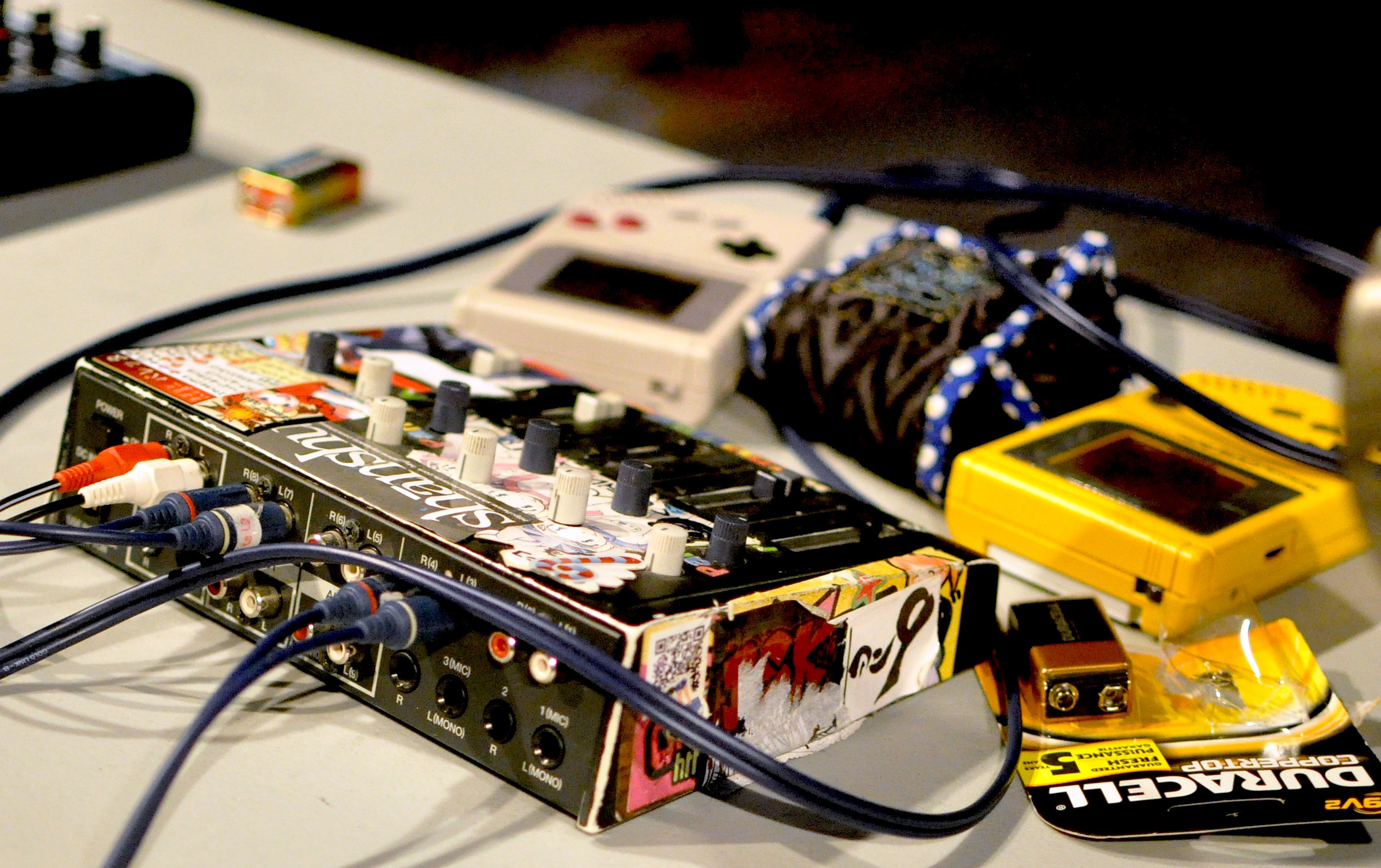
使用Game Boy播放芯片音乐的设备配置

芯片音乐（英語：Chiptune），也被称为8比特音乐（8-bit music），是一种电子音乐形式，形成于1980年代。它利用老式电脑，视频游戏机和街机等的音乐芯片，或者使用仿真器制作。  芯片音乐一般包括基本波形，如方波，锯齿波或三角波和基本的打击乐器。

## 诞生
早期的游戏音乐不像现在可以使用商业授权的CD音质的录音，因为当时的游戏机没有条件回放高解析度的PCM录音。所以游戏音乐就需要实时合成，必须将基本的声音合成引擎植入硬件当中。芯片音乐由此产生。

## 发展历程

### 游戏机中的声音处理芯片
20世纪80年代时，游戏机的音效、音乐都依靠合成器芯片来制作，不一样的芯片会产生不一样的声音。当时科技的局限性影响了音乐，比如鼓声比较难获得，只能通过短时间信号、脉冲或是爆炸噪声来模拟。此外还有复音数的限制使音乐人只能用有限的几个复音作曲。
使用的音乐芯片有：
- 在FC游戏机上的Ricoh 2A03

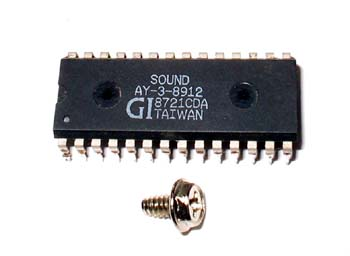
AY-3-8912音乐芯片

- 在Amstrad CPC、Sinclair ZX Spectrum和MSX上的AY-3-8910（英语：AY-3-8910）或AY-3-8912（英语：AY-3-8912）
- 在雅达利ST电脑上的雅马哈 YM2149
- 在雅达利Falcon上的雅马哈 Y3439-F
- 在世嘉Master System和世嘉Game_Gear上的SN76489（英语：SN76489）
- 在NEC的PC-88、PC-98上的雅马哈 YM2608（英语：YamahaYM2608）、雅马哈 YM2203（日语：YM2203）
- 在世嘉五代上的雅马哈 YM2612（英语：YM2612）
- 在IBM PC兼容机上的雅马哈 YM3812（英语：YamahaYM3812）

等等。

### SID芯片

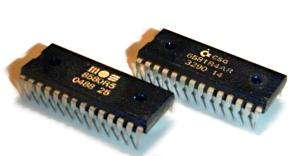
MOS 6581和8580的Commodore 64SID芯片。

SID指声音界面设备。SID芯片拥有3个独立的振荡器，每个都可以产生锯齿波、三角波、脈波和噪音四种波形，还拥有3个复音数。独立的铃音调制，1个多模式的滤波器和3个独立的幅度包络，后来还能让芯片来加载回放数字采样，使芯片音乐变得丰富起来。

### 演示曲
20世纪80年代初，破解游戏者通常会在程序代码中加入自己的过渡动画与音乐，以显摆自己的破解能力。后来游戏编程者们也开始制作一些在游戏机上播放的小样，来显示自己的音乐创作能力。

### 音乐软件
20世纪80年代末，随着游戏机的发展，一些简单的音乐软件得以在游戏机上运行。比如Tracker，可以让制作者通过输入数值信息，在步进时间段内输入音符。但它的控制界面并不友好，所以它的市场份额一直有限。后来又出现了DAW、软合成器和音频编辑器。

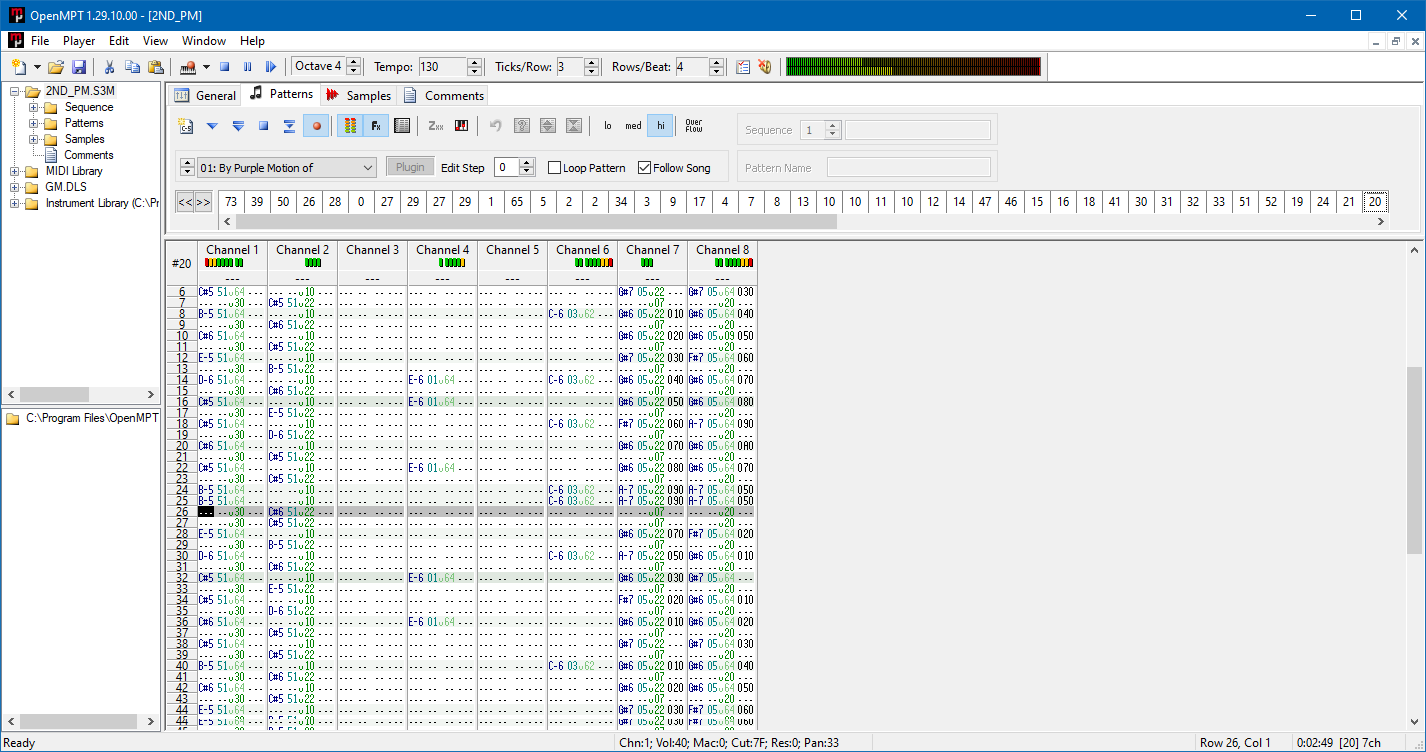
一个叫OpenMPT的Tracker音乐软件，拥有图形用户界面。

现在由于大部分可用于制作芯片音乐的老式游戏机已停产，所以出现了一种快捷简便地制作芯片音乐的新方法，即使用软件模拟。输出格式通常为SID，SAP，YM，VGM，SNDH，MOD，XM。

## 现状
由于科技的进步，现在游戏音乐已经很少使用音乐芯片制作。但是由于一些玩家对怀旧风格的需求，一些怀旧风格的游戏会使用芯片音乐作BGM，如Commodore 64风格的独立游戏VVVVVV。

## 著名音乐作品
- 超级马力欧兄弟主题曲（又稱為「地上BGM」）
- Family Music[3]
- 8BIT Operators[4]

## 著名音乐人

### 日本
- 近藤浩治
- 植松伸夫
- 田中宏和

### 中国大陆
- 孙大威（sulumi）[5]

### 台灣
- 理化兄弟

### 英国
- Ben Daglish
- Tim Follin
- Matt Furniss
- Matt Simmonds
- Martin Galway
- Richard Joseph
- Gary Gilbertson
- Rob Hubbard
- David Whittaker
- Mattew Applegate

### 法国
- Jean Sebastien Gerard

### 德国
- Jochen Hippel
- Chris Hülsbeck
- 发电站乐队（Kraftwerk）[4]

### 荷兰
- Jeroen Tel